# U-Bahnhof Schweizer Platz
Schweizer Platz ist ein U-Bahnhof in Frankfurt am Main. Die Station liegt im linksmainischen Stadtteil Sachsenhausen-Nord auf der A-Strecke der U-Bahn Frankfurt. Sie wird von den Linien U1 bis U3 und U8 bedient. Der Bahnhof wurde am 29. September 1984 eröffnet, als die A-Strecke vom bisherigen Endbahnhof Theaterplatz (heute Willy-Brandt-Platz) unter den Main hindurch bis zum Südbahnhof verlängert wurde.

## Lage
Der U-Bahnhof liegt im Herzen des gründerzeitlichen Neu-Sachsenhausen. Der Schweizer Platz ist ein repräsentativer sternförmiger Platz nach Pariser Vorbild; die Schweizer Straße ist ein eleganter Boulevard und die Hauptstraße des Stadtbezirks. Die Station liegt wie die S-Bahn-Station Ostendstraße als einzige Frankfurter U-Bahn-Station nicht unter dem Straßenland, sondern unter einem Häuserblock, dem nordwestlich des Platzes liegenden Karree. Aus diesem Grund und wegen der nördlich anschließenden Mainunterfahrung liegt der U-Bahnhof tiefer als die meisten anderen in Frankfurt.

## Aufbau

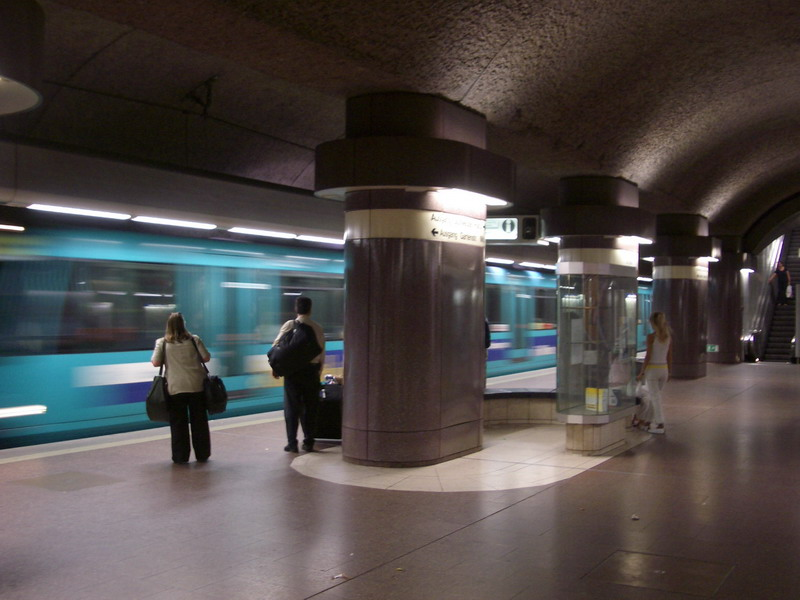
Bahnsteig des U-Bahnhofs Schweizer Platz

Wie bei Frankfurter U-Bahnhöfen üblich, liegt an beiden Enden des Bahnhofs zwischen dem Straßenniveau und der Bahnsteigebene jeweils ein Zwischengeschoss. Von diesen münden drei Ausgänge ins Freie, zwei am südlichen Ausgang unmittelbar am Schweizer Platz, der dritte am nördlichen Ende an der Kreuzung Schweizer- und Gartenstraße. Zwischen dem nördlichen Verteilergeschoss und der eigentlichen Zugangstreppe zum Bahnsteig führt ein Fußgängertunnel unter der Bebauung hindurch. Der Grundriss der südlichen Verteilerebene orientiert sich an der runden Form des Platzes und nimmt das architektonische Motiv der Rotunde auf, das auch in den Zugangsebenen der U-Bahnhöfe Dom/Römer und Bockenheimer Warte (dort sogar zweimal) zitiert wird.
Die 100 Meter lange Bahnsteighalle und die nördliche Zugangsebene wurden zum ersten Mal bei einem Frankfurter U-Bahnhof bergmännisch errichtet. Ihr dreischiffiger Grundriss, die Wahl und Bearbeitung der Materialien, die durch die Bauweise bedingte, wie eine gewölbte Halle erscheinende Decke und die eingesetzte indirekte Beleuchtung erwecken den Anschein eines sakralen Raums, etwa einer Krypta. Architekt des Bahnhofs war Willy Orth.
Auf den Hintergleisflächen, an einigen Säulen und im nördlichen Verteilergeschoss weisen Plakate und Vitrinen auf die Angebote des nahegelegenen Museumsufers hin. Die südliche Zugangsebene ist mit Sachsenhäuser Motiven geschmückt, unter anderem wird hier der Frankfurter Apfelwein (Ebbelwoi) dargestellt.

## Bau

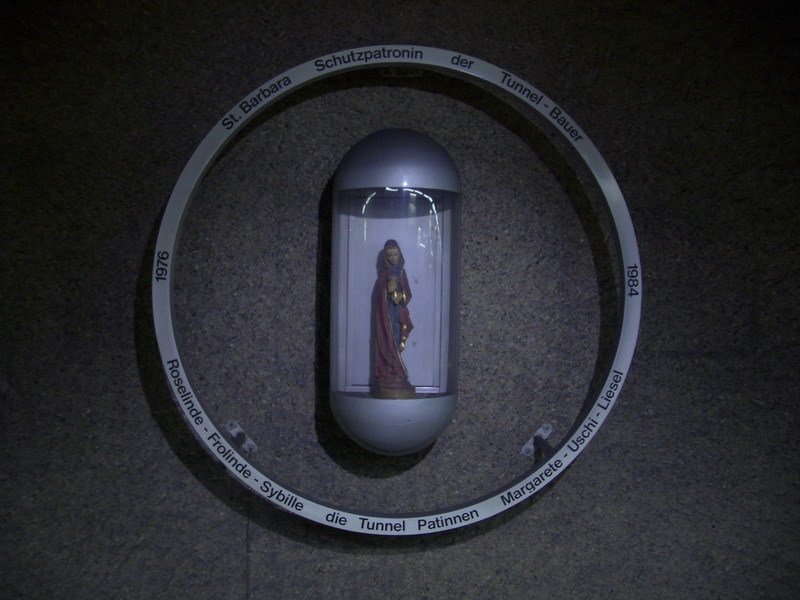
Die Heilige Barbara

Das Planfeststellungsverfahren für die Sachsenhäuser Verlängerung der A-Strecke fand zwischen 1975 und 1977 statt. Die Bauarbeiten begannen im Februar 1976 mit der Verlegung von Versorgungsleitungen, die Rohbauarbeiten dauerten von April 1978 bis Juni 1982. Als Bauweise wurde die in Frankfurt bewährte Neue Österreichische Tunnelbauweise gewählt. Im Bahnhofsbereich wurden zunächst zwei Streckentunnel im üblichen Durchmesser von 6,70 Metern errichtet, die später auf 10,50 Meter aufgeweitet wurden. Erst nach Fertigstellung der „Seitenschiffe“ wurde der Bahnsteigbereich ausgebrochen. Um die Standfestigkeit der darüberliegenden Gebäude nicht zu gefährden, wurde der Boden auf chemische Weise verfestigt.
Zur sakralen Atmosphäre des Bahnhofs passt, dass die Station mit einer Heiligenfigur geschmückt ist, was im traditionell protestantischen Frankfurt ein humorvolles Unikum darstellt. Hinter dem nordwärts führenden Gleis steht unter einem Glassturz eine Figur der Heiligen Barbara, der Schutzpatronin der Bergleute und in deren Nachfolge auch der Tunnelbauer. Hierfür war der Architekt Willy Orth verantwortlich, der auch die Station Kirchplatz auf der C-Strecke mit ihren sakralen Blendarkaden entwarf. Auf einem Kranz stehen die Namen der sechs Patinnen der Tunnelröhren rund um die Station: „Roselinde“ und „Frolinde“ für die beiden Röhren der Mainunterfahrung (nach der Frau des Oberbürgermeisters Arndt sowie der damaligen Stadtverordnetenvorsteherin Balser), sowie „Sybille“ (Babendererde), „Margarethe“ (Weber), „Uschi“ (Prugel) und „Liesel“ (nach der Schauspielerin Liesel Christ) für die vier Tunnelstücke nördlich und südlich der Station.

## Betrieb

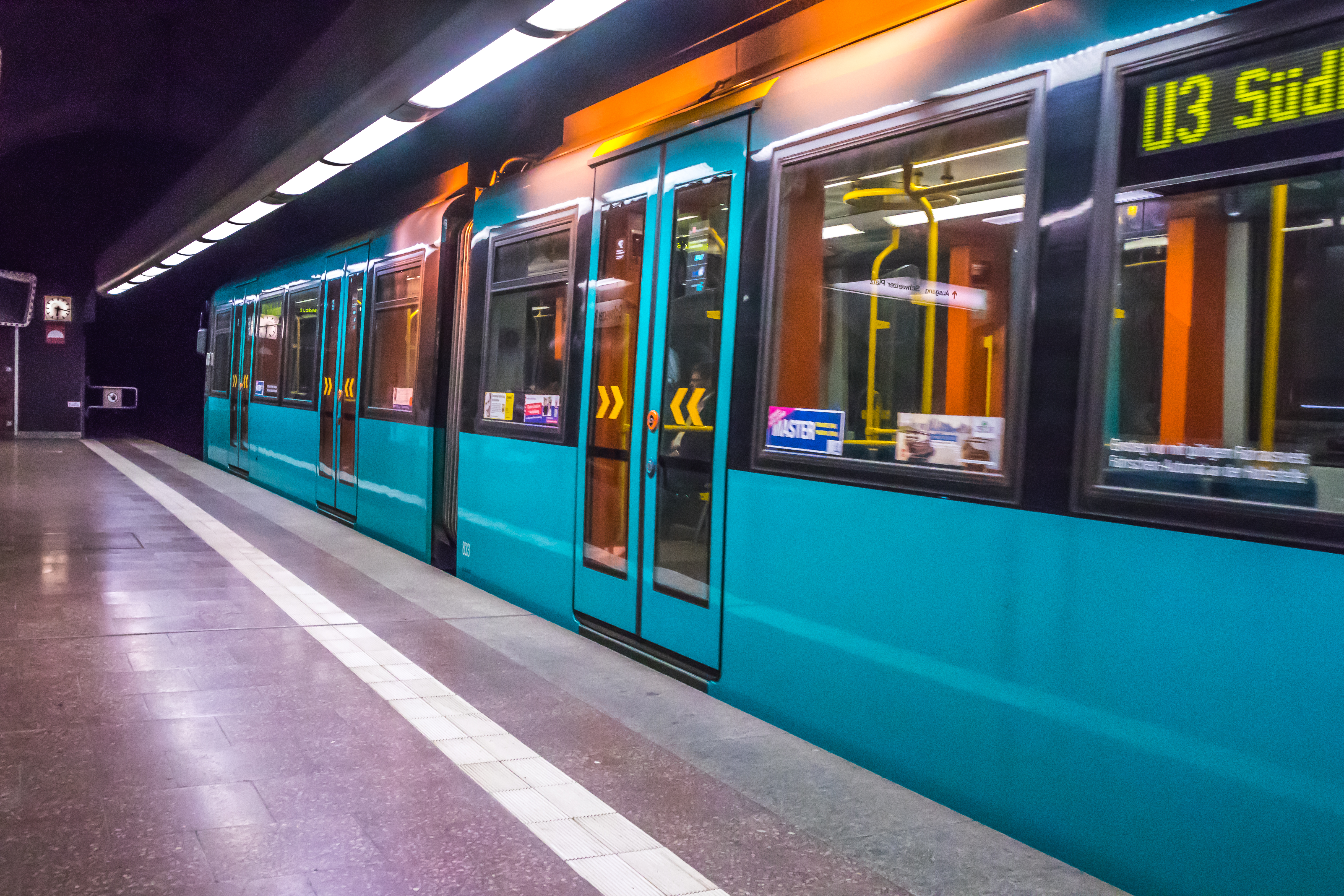
Zug der Linie U3 in Richtung Südbahnhof

| Linie | Verlauf | Takt |
| ----- | --- | --- |
| S1    | Südbahnhof – Schweizer Platz – Willy-Brandt-Platz – Hauptwache – Eschenheimer Tor – Grüneburgweg – Holzhausenstraße – Miquel-/Adickesallee – Dornbusch – Fritz-Tarnow-Straße – Hügelstraße – Lindenbaum – Weißer Stein – Heddernheim – Zeilweg – Heddernheimer Landstraße – Nordwestzentrum – Römerstadt – Ginnheim/Niddapark – Ginnheim Mitte | 10 min (werktags) 15 min (sonn-/feiertags)                                                                                |
| S2    | Südbahnhof – Schweizer Platz – Willy-Brandt-Platz – Hauptwache – Eschenheimer Tor – Grüneburgweg – Holzhausenstraße – Miquel-/Adickesallee – Dornbusch – Fritz-Tarnow-Straße – Hügelstraße – Lindenbaum – Weißer Stein – Heddernheim – Sandelmühle – Riedwiese/Mertonviertel – Kalbach – Bonames Mitte – Nieder-Eschbach – Ober-Eschbach – Bad Homburg-Gonzenheim | 10 min (Südbf–Nieder-Eschb. werktags) 10/20 min (Nieder-Eschb.–Gonzenh. werktags) 5/10 min (HVZ) 15 min (sonn-/feiertags) |
| S3    | Südbahnhof – Schweizer Platz – Willy-Brandt-Platz – Hauptwache – Eschenheimer Tor – Grüneburgweg – Holzhausenstraße – Miquel-/Adickesallee – Dornbusch – Fritz-Tarnow-Straße – Hügelstraße – Lindenbaum – Weißer Stein – Heddernheim – Zeilweg – Wiesenau – Niederursel – Weißkirchen Ost – Bommersheim – Oberursel Bahnhof – Oberursel Stadtmitte – Oberursel Altstadt – Oberstedter Straße – Glöcknerwiese – Kupferhammer – Rosengärtchen – Waldlust – Oberursel-Hohemark | 15 min (werktags) 30 min (sonn-/feiertags)                                                                                |
| S8    | Südbahnhof – Schweizer Platz – Willy-Brandt-Platz – Hauptwache – Eschenheimer Tor – Grüneburgweg – Holzhausenstraße – Miquel-/Adickesallee – Dornbusch – Fritz-Tarnow-Straße – Hügelstraße – Lindenbaum – Weißer Stein – Heddernheim – Zeilweg – Wiesenau – Niederursel – Uni-Campus Riedberg – Riedberg | 15 min 10 min (HVZ) |